# Black Isle Studios
Black Isle Studios — американська компанія-розробник комп'ютерних ігор. Заснована Фергусом Уркхартом в 1996 році, як підрозділ компанії Interplay Entertainment. Основний напрям діяльності Black Isle Studios в цій компанії була розробка комп'ютерних рольових ігор.

## Назва
В 1998 році перед компанією постало завдання перетворитись в окремий бренд, саме тому для окремого підрозділу почалися пошуки відповідної назви. За словами співробітника BIS варіантів було багато.

| Ми спробували все, починаючи від «10 Gauge» та «Monolith» (ми ще не знали, що таку назву вже взяли) закінчуючи «Colostomy Bag Food Fight». Хороше ім'я для панк-групи, але погане для бренду, який повинен лежати на полиці магазину. Оригінальний текст (англ.) We threw everything around from 10 Gauge, to Monolith (we found out that one was taken), to Colostomy Bag Food Fight.Good name for a punk band — bad name for a brand that needs to be on the shelves at Wal-Mart. —Ферґюс Укрхарт [1] |
Зрештою, компанію назвали Black Isle Studios. Така назва пояснюється тим, що засновник компанії, Фергус Уркхарт, є шотландцем і народився в районі Чорного острова (англ. Black Isle) в Шотландії. Хоча насправді Black Isle півострів, на логотипі компанії зображений саме острів.

## Історія
Хоча компанія була заснована в 1996 році, проте назву, під якою сьогодні відома компанія, вона отримала тільки в 1998 році, вже після виходу першої своєї постапокаліптичної гри «Fallout». Саме тому в цій грі не має логотипу Black Isle Studios. Спеціально для цієї гри розробники створили власну рольову систему SPECIAL, оскільки не змогли отримати ліцензію на систему GURPS.
Наступною грою, вже під власним ім'ям, BIS в 1998 році випускає продовження попередньої CRPG — «Fallout 2». Перед цим, встигнувши попрацювати над Fallout 2, із компанії пішла частина програмістів і художників. Троє з них, Тім Кейн, Леонард Боярський та Джейсон Андерсон, заснували власну компанію — «Troika Games», яка працювала в одному напрямі із BIS, тобто створення комп'ютерних рольових ігор.
З 1998 року також розпочинається співпраця BIS з канадською компанією-розробником CRPG «BioWare». Black Isle Studios допомагає їм у розробці серії ігор Baldur's Gate, виступаючи разом з материнською компанією Interplay видавцем цієї серії.
В 1999 році компанія випускає Planescape: Torment. Ця гра стала першою самостійною розробкою Black Isle Studios, в якій використовувався рушій Infinity Engine, розроблений компанією BioWare для своєї гри Baldur's Gate. Також ця гра використовувала дещо видозмінену рольову систему AD&D, і була однією із небагатьох схожих за жанром ігор яку можна було пройти практично не застосовуючи силу.
Після Planescape: Torment компанія BIS знову використовуючи AD&D та Infinity Engine почала працю над розробкою серії ігор Icewind Dale, що нагадувала Baldur's Gate і відбувалася в том у самому світі, проте була дещо спрощена. В цій серії вийшло дві гри — Icewind Dale в 2000 році з двома доповненнями та Icewind Dale II в 2002 році. У 2003 компанія також випустила Baldur's Gate: Dark Alliance II для консолей.
Останній проект, який встигли завершити співробітники BIS стало видання в 2003 році гри Lionheart: Legacy of the Crusader, що розроблялася компанією Reflexive Entertainment. Згодом в компанії Interplay почалися фінансові проблеми, через що Black Isle Studios 8 грудня 2003 року закрили.
На момент закриття в компанії були плани щодо продовження попередніх ігор. Так проекти Fallout і Baldur's Gate повинні були отримати продовження у вигляді Fallout 3 та Baldur's Gate 3: The Black Hound відповідно, проте закриття обірвало ці плани.
Після розпуску частина співробітників пішла працювати у BioWare, інша частина на чолі з Фергусом Уркхартом і іншими відомими постатями з BIS, включаючи провідного гемдизайнера Кріса Евілоуна, створили власну компанію Obsidian Entertainment. Ця компанія продовжила співпрацю із BioWare.